# Frithjof Foelkel
 Frithjof Felix Foelkel (Beekbergen, 29 mei 1945) is een Nederlands natuurkundige, schrijver en zweefvliegtuiginstructeur.
Foelkel groeide op in de bossen van de Veluwe, zonder elektriciteit en stromend water. Hij ging theoretische natuurkunde studeren in Amsterdam. Op 50-jarige leeftijd debuteerde hij met de satirische roman Onder de pannen (1995) waarin hij het linkse studentenmilieu van Amsterdam op de hak neemt, en Louis de Broglie een belangrijke rol speelt.
Een jaar later volgde de verhalenbundel De pythons en de nachtportier (1996). 
Foelkel werkte destijds aan een roman die Eén orgie zou gaan heten, en waaruit hij op 24 september van dat jaar een fragment voorlas in het radioprogramma De Avonden. Dit boek bleef ongepubliceerd, maar in 2023 verscheen dan eindelijk een nieuwe roman, De Bèta's. Dit boek is opgedragen aan de overleden zus van de auteur, psychotherapeute Blancefloer Foelkel.

## Wetenswaardigheden
- Foelkel vestigde in juli 1964 samen met Jaap van Steinfoorn vanaf Vliegveld Terlet in een Schleicher KA-7 een nationaal record zweefvliegen, met een gemiddelde snelheid van 55 kilometer per uur.[4]